# 카폴리베리
카폴리베리(이탈리아어: Capoliveri)는 이탈리아 토스카나주 리보르노도에 있는 코무네다. 피렌체에서 남서쪽 130km, 리보르노에서 남쪽 90km 거리에 있다.